# Подводный каньон

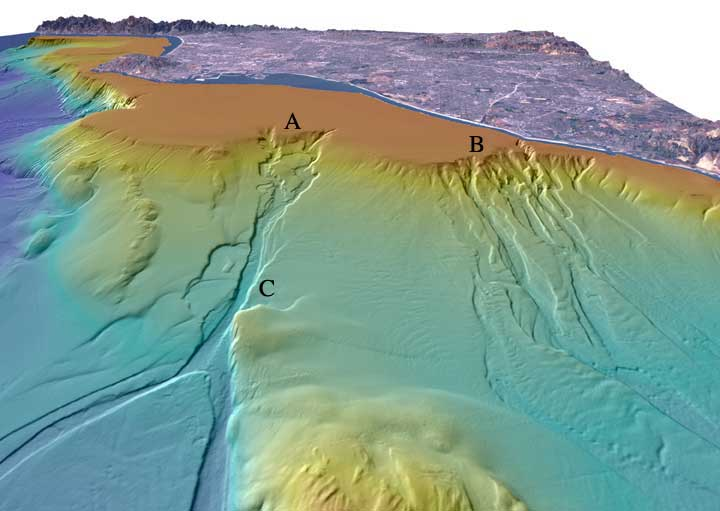
Каньоны Сан-Габриэль (А) и Ньюпорт (B) напротив Лос-Анджелеса

Подводный каньон — глубокая V-образная долина, рассекающая континентальный шельф и материковый склон. Повсеместно распространены на дне Мирового океана. Начинаются обычно на шельфе, на глубине нескольких десятков или нескольких сотен метров, а оканчиваются у основания материкового склона. Глубина каньонов относительно дна составляет 1000 м и более. Некоторые подводные каньоны представляют собой продолжение речных долин (Амазонка, Гудзон, Ганг, Инд, Конго и др.), другие — не являются таким продолжением. Так, каньон реки Конго прослеживается более чем на 260 км от побережья, а каньон реки Гудзон — более чем на 400 км.
Происхождение подводных каньонов долгое время было предметом споров. Имели место различные гипотезы. Полагалось, например, что каньоны были образованы на суше и только потом оказались под водой. Сейчас известно, что в образовании каньонов, вероятно, участвуют мутьевые потоки, однако происхождение большинства из них — тектоническое.